# Темний легіон
Темний легіон (англ. Born of Earth) — американський фільм жахів 2008 року.

## Сюжет
Багато тисяч років тому, ще до світанку людства, жили на землі демони, велика армія Темряви. Але одного разу Воїни Світла, щоб очистити світ від скверни, викликали сили зла на битву. І зійшлися ангели і демони в смертельній сутичці. І йшла ця битва 7 днів і 7 ночей. І прогнали Воїни Світла слуг Темряви в глибини палаючого пекла, і заборонили ангели їм повертатися на землю. Але Демон Смерті знову збирає велику армію, щоб почати нову війну проти всього живого.

## У ролях
- Деніел Болдуін — Денні Кесслер
- Джеймс Руссо — Том Різер
- Бред Дуріф — мер
- Шеннон Зеллер — Хейлі Вільямс
- Дженніфер Кінсер — Келлі Вільямс
- Джим Льюїс — Кларенс Хіклінс
- Рендолл Годвін — професор
- Джо Вачовскі — Піт
- Елі Бардха — Джеррі
- Джон Ентон — власник книгарні
- Вірджинія Брайант — розгнівана дружина у книгарні
- Вільям С. Фокс — бізнесмен
- Тамара Фрапаселла — клієнт книгарні
- Девід Гібсон — людина з лептопом
- Алан Гілденбер — Алан
- Стюарт Гілденбер — Стюарт
- Пенні Марі Хоукінс — жертва
- Ерік Ян — Сем Мерфі
- Адам Лоренц — істота
- Тевіс Р. Маркам — мертва людина на вулиці
- Афродіта Ніколовскі — Шеннон Кесслер
- Денніс Норт — розгніваний чоловік у книгарні
- Кевін Новак — Кевін Харрісон